# 三石郡
- 令制国一覧 > 北海道 (令制) > 日高国 > 三石郡
- 日本 > 北海道 > 日高支庁 > 三石郡

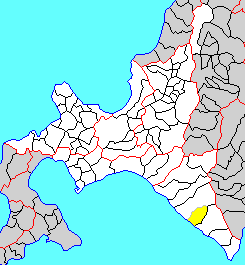
北海道三石郡の位置（黄：明治期）

三石郡（みついしぐん）は、北海道（日高国）日高支庁にあった郡。

## 郡域
1879年（明治12年）に行政区画として発足した当時の郡域は、日高郡新ひだか町の一部（三石各町）にあたる。

## 歴史

### 郡発足までの沿革
江戸時代に入ると、日高国で最初とされる松前藩の商場知行制および場所請負制によるミツイシ場所が現在の三石市街地区に開かれている。陸上交通は、渡島国の箱館から道東や千島国方面に至る道（国道235号の前身）が通じていた。
ミツイシの名はアイヌ語のピットウシ＝小石の多い土地に由来し、三石、三ツ石などと表記された。1786年（天明6年）阿部屋伝七が三石場所の請負人となる。
江戸時代後期には東蝦夷地に属し、1799年（寛政11年）天領（幕府直轄領）とされ松前奉行の治世となるが、1821年（文政4年）いったん松前藩領に復す。このころ、三石場所請負人楢原屋（小林屋）半次郎が、姨布に市杵島比売神を祀る弁天社（後の三石神社）を奉る。1826年（文政9年）には弁天社が再建造営され、1833年（天保4年）には社殿が建立される。1836年（天保7年）7月15日稲荷神社が創立される。1855年（安政2年）再び天領となり、仙台藩が警固をおこなった。戊辰戦争（箱館戦争）終結直後の1869年（明治2年）8月15日、大宝律令の国郡里制を踏襲して三石郡が置かれた。

### 郡発足以降の沿革

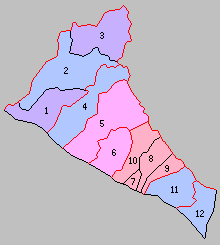
北海道一・二級町村制施行時の三石郡の町村（6.三石村 桃：日高郡新ひだか町）

- 明治2年8月15日（1869年9月20日） - 北海道で国郡里制が施行され、日高国および三石郡が設置される。開拓使が管轄。
- 明治5年
  - 4月9日（1872年5月15日） - 全国一律に戸長・副戸長を設置（大区小区制）。
  - 10月10日（1872年11月10日） - 4月に設置された区を大区と改称し、その下に旧来の町村をいくつかまとめて小区を設置（大区小区制）。
- 明治8年（1875年）3月 - 姨布村に日高国で最初の戸長役場が置かれる。
- 明治9年（1876年）- カムイコタン村が神潭（かむいたん）村に改称。
  - 9月 - 従来開拓使において随意定めた大小区画を廃し、新たに全道を30の大区に分ち、大区の下に166の小区を設けた。

- 第22大区
  - 7小区 ： 姨布村、辺訪村、神潭村、延出村、幌毛村、鳧舞村、本桐村、歌笛村

- 明治12年（1879年）7月23日 - 郡区町村編制法の北海道での施行により、行政区画としての三石郡が発足。
- 明治13年（1880年）3月 - 浦河郡外十郡役所（浦河三石様似幌泉広尾当縁十勝中川河西河東上川郡役所）の管轄となる。
- 明治15年（1882年）- 神潭村が辺訪村に、延出村が幌毛村に合併。
- 明治15年（1882年）2月8日 - 廃使置県により札幌県の管轄となる。
- 明治19年（1886年）1月26日 - 廃県置庁により北海道庁札幌本庁の管轄となる。姨布村、辺訪村、幌毛村、鳧舞村、本桐村、歌笛村の6村が存在。
- 明治20年（1888年）6月 - 浦河郡外六郡役所（浦河三石様似幌泉沙流新冠静内郡役所）の管轄となる。
- 明治30年（ 1897年）11月5日 - 郡役所が廃止され、浦河支庁の管轄となる。
- 明治39年（1906年）4月1日 - 北海道二級町村制の施行により、姨布村、辺訪村、幌毛村、鳧舞村、本桐村、歌笛村の区域をもって三石村（二級村）が発足。（1村）
- 昭和7年（1932年）8月15日 - 浦河支庁が改称して日高支庁となる。
- 昭和13年（1938年）4月1日 - 三石村が北海道一級町村制を施行。
- 昭和18年（1943年）6月1日 - 北海道一・二級町村制が廃止され、北海道で町村制を施行。
- 昭和22年（1947年）5月3日 - 地方自治法の施行により北海道日高支庁の管轄となる。
- 昭和26年（1951年）4月1日 - 三石村が町制施行して三石町となる。（1町）
- 平成18年（2006年）3月31日 - 三石町が静内郡静内町と合併して日高郡新ひだか町が発足。同日三石郡消滅。